# Thyridia colombiana
Thyridia colombiana är en fjärilsart som beskrevs av Frederick DuCane Godman och Osbert Salvin 1898. Thyridia colombiana ingår i släktet Thyridia och familjen praktfjärilar. Inga underarter finns listade i Catalogue of Life.